# Somebody's Watching Me
Singles de Rockwell
Obscene Phone Caller
(1984)
Pistes de Somebody's Watching Me
Obscene Phone Caller
(2)
Somebody's Watching Me est une chanson de Rockwell feat. Michael Jackson sortie en 1983 en single. Elle est extraite de son album du même nom sorti en 1984 sous le label Motown. 
Le titre, au thème musical effrayant, traite de la paranoïa (« Somebody's Watching Me » signifie en français « Quelqu'un m'observe »). Il comprend une participation de Michael Jackson dans les refrains. Au départ, Michael Jackson avait enregistré sa voix dans un chœur avec son frère Jermaine mais, à la demande de Berry Gordy, son père, Rockwell a extrait et retenu uniquement la voix de Michael Jackson[réf. nécessaire].
Somebody's Watching Me est le plus gros succès de Rockwell. Le titre se classa en bonne position dans les classements musicaux de nombreux pays (ex : n°2 aux États-Unis, n°1 en France).

## Classements

### Classements hebdomadaires
| Classement (1984)                      | Meilleure position |
| -------------------------------------- | ------------------ |
| Afrique du Sud (Springbok Radio)       | 5                  |
| Allemagne (Media Control AG)           | 2                  |
| Australie (Kent Music Report)          | 10                 |
| Autriche (Ö3 Austria Top 40)           | 14                 |
| Belgique (Flandre Ultratop 50 Singles) | 1                  |
| Belgique (Flandre VRT Top 30)          | 1                  |
| Canada (50 Singles)                    | 2                  |
| Canada (CHUM)                          | 4                  |
| Espagne (AFYVE)                        | 1                  |
| États-Unis (Billboard Hot 100)         | 2                  |
| États-Unis (Cash Box)                  | 2                  |
| États-Unis (Hot Black Singles)         | 1                  |
| États-Unis (Hot Dance Club Play)       | 3                  |
| France (SNEP)                          | 1                  |
| Irlande (IRMA)                         | 6                  |
| Italie (FIMI)                          | 14                 |
| Norvège (VG-lista)                     | 7                  |
| Nouvelle-Zélande (RMNZ)                | 5                  |
| Pays-Bas (Nederlandse Top 40)          | 2                  |
| Pays-Bas (Single Top 100)              | 4                  |
| Pologne (Classements Singles)          | 8                  |
| Royaume-Uni (UK Singles Chart)         | 6                  |
| Suède (Sverigetopplistan)              | 4                  |
| Suisse (Schweizer Hitparade)           | 3                  |

| Classement (1984)              | Position |
| ------------------------------ | -------- |
| Belgique (Flandre Ultratop 50) | 13       |
| Canada (Top 100 Singles)       | 28       |
| États-Unis (Billboard Hot 100) | 26       |
| États-Unis (Cash Box)          | 21       |
| Italie (FIMI)                  | 84       |
| Pays-Bas (Nederlandse Top 40)  | 16       |
| Pays-Bas (Single Top 100)      | 46       |

| Pays              | Format   | Certification | Date           | Ventes certifiées |
| ----------------- | -------- | ------------- | -------------- | ----------------- |
| Canada (CRIA)     | physique | Or            | 1er avril 1984 | 5 000             |
| États-Unis (RIAA) | physique | Or            | 29 mars 1984   | 500 000           |
| États-Unis (RIAA) | digital  | Or            | 28 août 2012   | 500 000           |